# Araia
Araia (baskiska: Asparren) är en ort i Spanien. Den ligger i provinsen Araba / Álava och regionen Baskien, i den norra delen av landet, 300 km norr om huvudstaden Madrid. Araia ligger 609 meter över havet och antalet invånare är 1 583.
Terrängen runt Araia är varierad. Runt Araia är det glesbefolkat, med 15 invånare per kvadratkilometer. Närmaste större samhälle är Altsasu, 12,1 km öster om Araia. Trakten runt Araia består till största delen av jordbruksmark.